# Fibrinogen

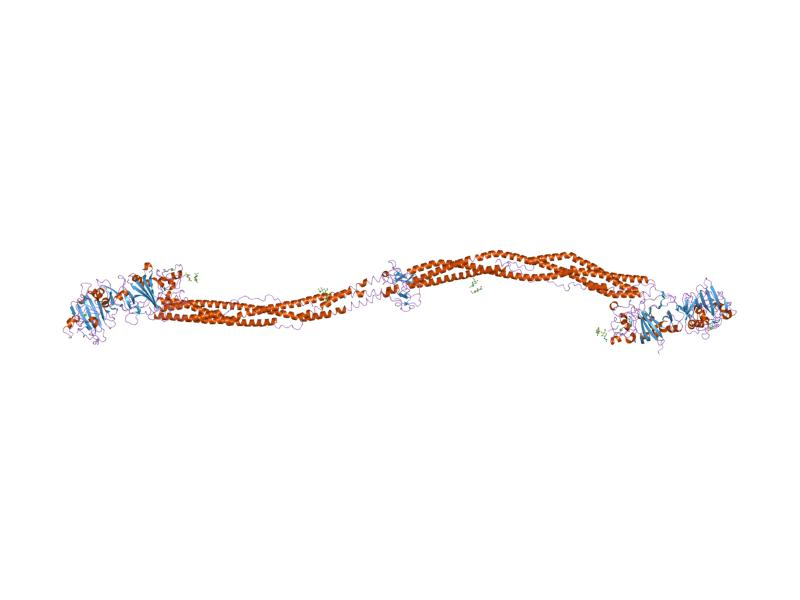
Structura terțiară

Fibrinogenul sau factorul I al coagulării este un complex glicoproteic produs de ficat, care se află în sistemul circulator, în sângele tuturor speciilor de vertebrate. În timpul lezării tisulare sau vasculare, este convertit enzimatic la fibrină de către trombină, ceea ce duce la formarea trombusului de fibrină. Rețeaua de fibrină are ca rol principal ocluzia leziunii pentru a opri sângerarea. De asemenea, fibrina se leagă și reduce activitatea trombinei, ceea ce se poartă numele de activitate antitrombină I.